# Man of War (пісня)
«Man of War» — пісня англійського рок-гурту Radiohead, що вийшла для завантаження 22 червня 2017 року. Radiohead написали її під час сесій для свого другого альбому The Bends і виконували під час туру Bends. У цей період вокаліст Том Йорк описував її як данину поваги до тем Джеймса Бонда. Radiohead працювали над «Man of War» під час сесій для третього альбому OK Computer, а також над версією для фільму «Месники» 1998 року, але відмовилися від запису.
Роками пізніше Radiohead подали пісню «Man of War» для фільму про Джеймса Бонда 007: Спектр 2015 року, але її відхилили, оскільки вона не була написана спеціально для цього фільму. Пісня залишалася невиданою до 2017 року, коли її було включено до перевидання OK Computer OKNOTOK 1997 2017.

## Історія
«Man of War», яка мала робочу назву «Big Boots», була написана під час сесій для другого альбому Radiohead The Bends. Radiohead виконували її кілька разів під час туру 1995 року. Вокаліст Том Йорк сказав, що це була «мелодраматична» данина поваги до тем Джеймса Бонда; під час того ж туру Radiohead виконали пісню «Nobody Does It Better», тему з фільму про Бонда 1977 року Шпигун, який мене кохав. Radiohead розглядали можливість записати «Man of War» як бі-сайд для синглу The Bends «Street Spirit (Fade Out)», і записали версію на перших сесіях для свого третього альбому OK Computer разом зі своїм продюсером Найджелом Ґодрічем. Однак пісня так і залишилася невиданою.
У березні 1998 року Radiohead і Ґодріч записали версію з електронними елементами на студії Abbey Road для шпигунського фільму «Месники», але від неї відмовилися. За словами Йорка, кадри з цієї сесії з'явилися у документальному фільмі 1998 року Meeting People Is Easy: «Ми були настільки розгублені, що пішли туди, спробували записати трек, але просто не змогли цього зробити. Це був справді дуже складний період часу. У нас була п'ятитижнева перерва, і все лайно виходило на поверхню … Це була справжня найнижча точка після цього».
Через роки Radiohead отримали замовлення на написання саундтреку до фільму про Джеймса Бонда 007: Спектр 2015 року і надали для стрічки пісню «Man of War». У вересні 2015 року диригент Роберт Зіглер, який працював з Radiohead над їхнім альбомом 2011 року The King of Limbs, опублікував у Твіттері фотографії запису гурту з Королівським філармонічним оркестром. Продюсерській команді «Спектру» сподобалася пісня, але вони відкинули її, коли дізналися, що вона не була написана для фільму і тому не зможе претендувати на премію «Оскар» за найкращу пісню для фільму. Режисер Сем Мендес сказав, що «хочеться відчувати, що вона написана саме для фільму».
Radiohead призупинили роботу над своїм дев'ятим альбомом A Moon Shaped Pool (2016), щоб записати ще одну пісню для фільму, «Spectre», але вона була відхилена як занадто меланхолійна. У червні 2017 року Radiohead випустили «Man of War» на перевиданні OK Computer OKNOTOK 1997 2017 разом з двома іншими раніше невиданими треками: «I Promise» та «Lift».

## Композиція
Rolling Stone описав «Man of War» як «чітку баладу в середньому темпі» зі струнними, фортепіано та «уламками розбитої електрогітари». Вона відкривається гітарною партією перед приспівом з ефектом дисторшн. Текст пісні «тривожний» і «нервовий», з приспівом «черв'яки прийдуть за тобою».

## Музичне відео
Кліп «Man of War» режисера Коліна Ріда вийшов у червні 2017 року на YouTube. У кліпі чергуються день і ніч, а настрій змінюється від «веселого до параноїдального». У ньому ми бачимо чоловіка, який йде з парку, який виглядає безтурботним вдень, але «здається, що він щось приховує» вночі.

## Відгуки
PopMatters назвав «Man of War» найсильнішим з нових треків, які вийшли на OKNOTOK, і припускав, що він міг з'явитися на оригінальному OK Computer. Критики PopMatters дали йому середній бал 8,3 з 10. Drowned in Sound описав його як «грандіозний» і «протилежний» іншій темі бондіани Radiohead, «Spectre».

## Персоналії

### Radiohead
- Колін Ґрінвуд
- Джонні Ґрінвуд
- Ед О'Браєн
- Філ Селвей
- Том Йорк

### Додатково
- Королівський філармонічний оркестр — струнні
- Кріс Блер — мастеринг
- Стенлі Донвуд — ілюстрації
- Найджел Ґодріч — продюсування, звукоінженер
- Роберт Зіглер — диригент
- Сем Петтс-Девіс, Фіона Круікшенк — звукоінженер
- Джим Уоррен — продюсування, звукоінженер